# Siegbert Stehmann
Siegbert Stehmann (né le 9 avril 1912 à Berlin, mort le 18 janvier 1945 près de Brzesko) est un pasteur et poète allemand.

## Biographie
Siegbert Stehmann est le fils du professeur Wilhelm Stehmann et de sa femme Elfriede Bahlow. Il grandit à Berlin et passe son abitur en 1930 au lycée berlinois du monastère franciscain.
À partir de 1930, il étudie la théologie à Berlin et à Tübingen et devient membre du Berliner Wingolf (de). En 1933, il rejoint l'Église confessante. Étonnamment il reste membre de la SA malgré son rejet catégorique des chrétiens allemands. Le 26 avril 1935, lors d'un événement organisé par le Mouvement de la foi allemande au Sportpalast de Berlin, des émeutes tumultueuses éclatent entre des membres de la SS et un groupe de chrétiens présents, dont Stehmann. Stehmann est écrasé et doit être hospitalisé. Le 29 avril, Stehmann écrit une lettre ouverte au chef du Mouvement de la foi allemande, Ernst zu Reventlow, dans laquelle il se demande vivement si les chrétiens ont encore une place dans la nouvelle Allemagne du Troisième Reich. Cette lettre fait grand bruit, la Gestapo convoque à plusieurs reprises Stehmann pour un interrogatoire.
Stehmann s'éloigne du nazisme. Le 27 mai 1936, Stehmann réussit le premier examen théologique de l'administration provisoire de l'Église confessante de Berlin-Brandebourg. En janvier 1937, Stehmann prend le vicariat à Templin et à Fehrbellin. Il est temporairement affecté au surintendant Günther Harder. D'août à septembre 1937, il est emprisonné pour son inflexibilité ecclésiastique. Au cours de l'hiver 1938, Stehmann participe à un séminaire de prédicateurs de l'Église confessante de Naumburg am Queis, jusqu'à ce qu'il soit fermé par la Gestapo.
Le 7 décembre 1938, Stehmann termine le deuxième examen théologique et est ordonné le 14 décembre à l'église Saint-Jean de Berlin-Lichterfelde au cours d'une ordination de groupe en tant que seul ordinand selon le rite luthérien.
À partir de 1939, il travaille pour l'Association de presse évangélique pour l'Allemagne en tant qu'assistant théologique et pour Eckart-Verlag à Berlin-Steglitz, qui appartient à l'EPD. Il est membre du cercle Eckart, à travers lequel il se lie avec Kurt Ihlenfeld, Reinhold Schneider, Jochen Klepper et Rudolf Alexander Schröder.
Le 17 février 1940, Stehmann épouse Elfriede Dalchow. Début 1941, sa femme donne naissance à un enfant, qui ne vit que dix heures. Matthias Stehmann naît le 11 juin 1943. Elfriede Veit-Stehmann meurt le 28 juillet 2012 à Laatzen, près de Hanovre.

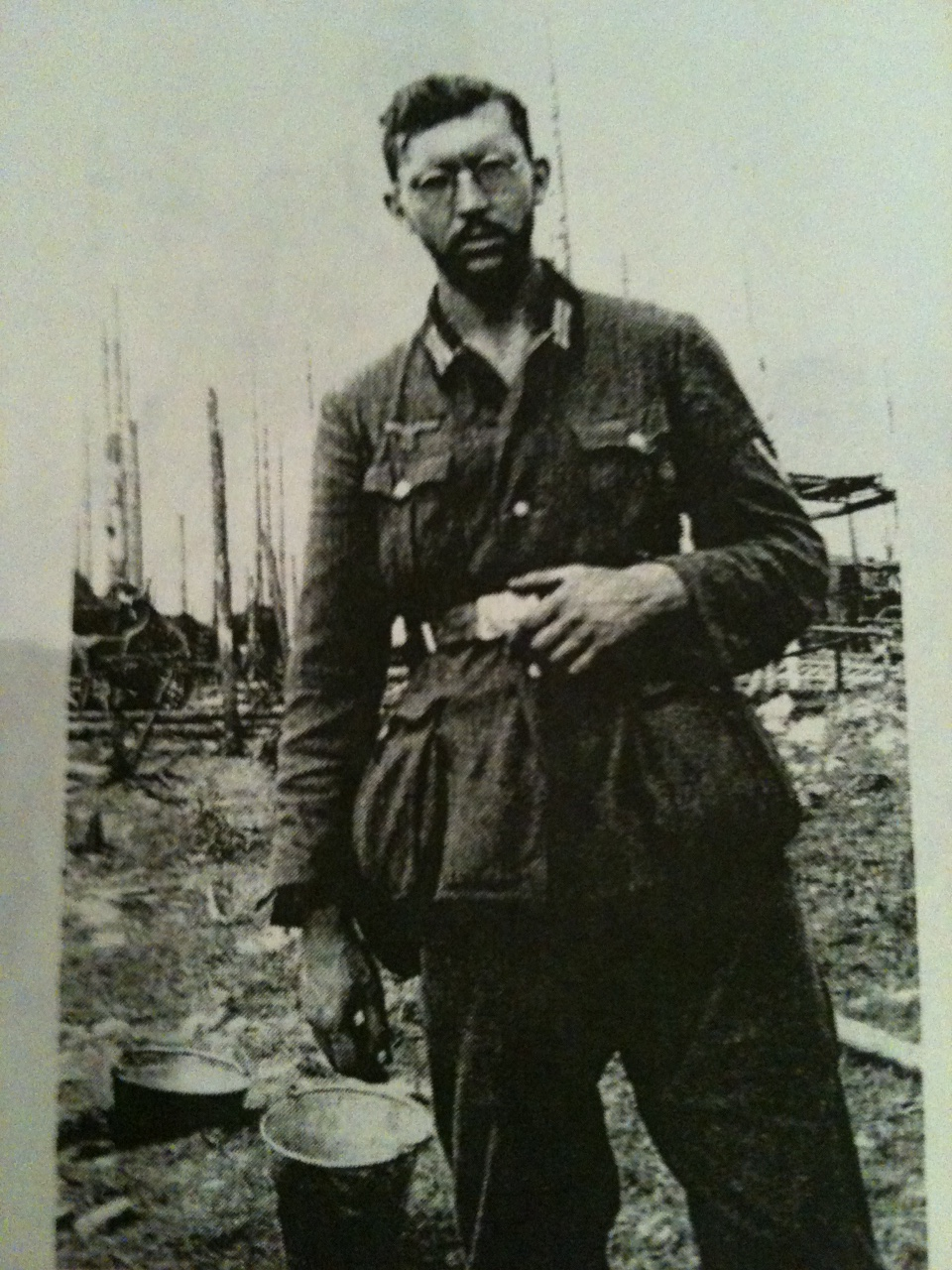
Siegbert Stehmann sur le front en juillet 1941.

En 1940, Stehmann est enrôlé dans la Wehrmacht et transféré en Norvège en tant que soldat d'occupation. À partir de juillet 1941, il est déployé comme fantassin sur le front finno-russe. Les troupes sont subordonnées au maréchal Carl Gustaf Emil Mannerheim et combattent en Carélie orientale. Le 9 novembre 1942, il est blessé et transféré dans un hôpital militaire à Oslo en janvier 1943 et plus tard à Bad Polzin en Poméranie ultérieure.
En octobre 1942, le haut commandement de la Wehrmacht rejette une demande faite par Stehmann en juillet de la même année pour la publication de ses écrits Matthias et Bäume und Waffen au motif qu'ils ne sont compatibles avec l'esprit militaire.
Du 15 août 1943 au printemps 1944, il participe à la formation des officiers. En mai 1944, Stehmann rend visite à Rudolf Alexander Schröder lors d'un congé dans les foyers avant d'être déployé sur le front de Bessarabie le 15 mai, où il est de nouveau blessé. À l'hôpital, il rencontre à nouveau Helmut Gollwitzer, ils avaient fait connaissance à l'époque du synode confessionnel de Dahlem en 1934.
En 1944, Siegbert Stehmann est dénoncé par un Nationalsozialistischer Führungsoffizier pour « atteinte à la force militaire ». La cour martiale est abandonnée, mais il est transféré dans la force combattante. Il tombe le 18 janvier 1945 près de Brzesko.

## Littérature
Le destin de Siegbert Stehmann, qu'il avait lui-même prévu et décrit dans l'histoire en prose Matthias dans la figure partiellement autobiographique de Matthias Wunzel, est une base du roman Wintergewitter de Kurt Ihlenfeld publié en 1951.
La recherche scientifique sur Stehmann est toujours en cours. En 2003, Marion Heide-Münnich présente un premier ouvrage conceptuellement similaire au projet de critique littéraire évangélique de Friso Melzer.